# Eugène Carrière

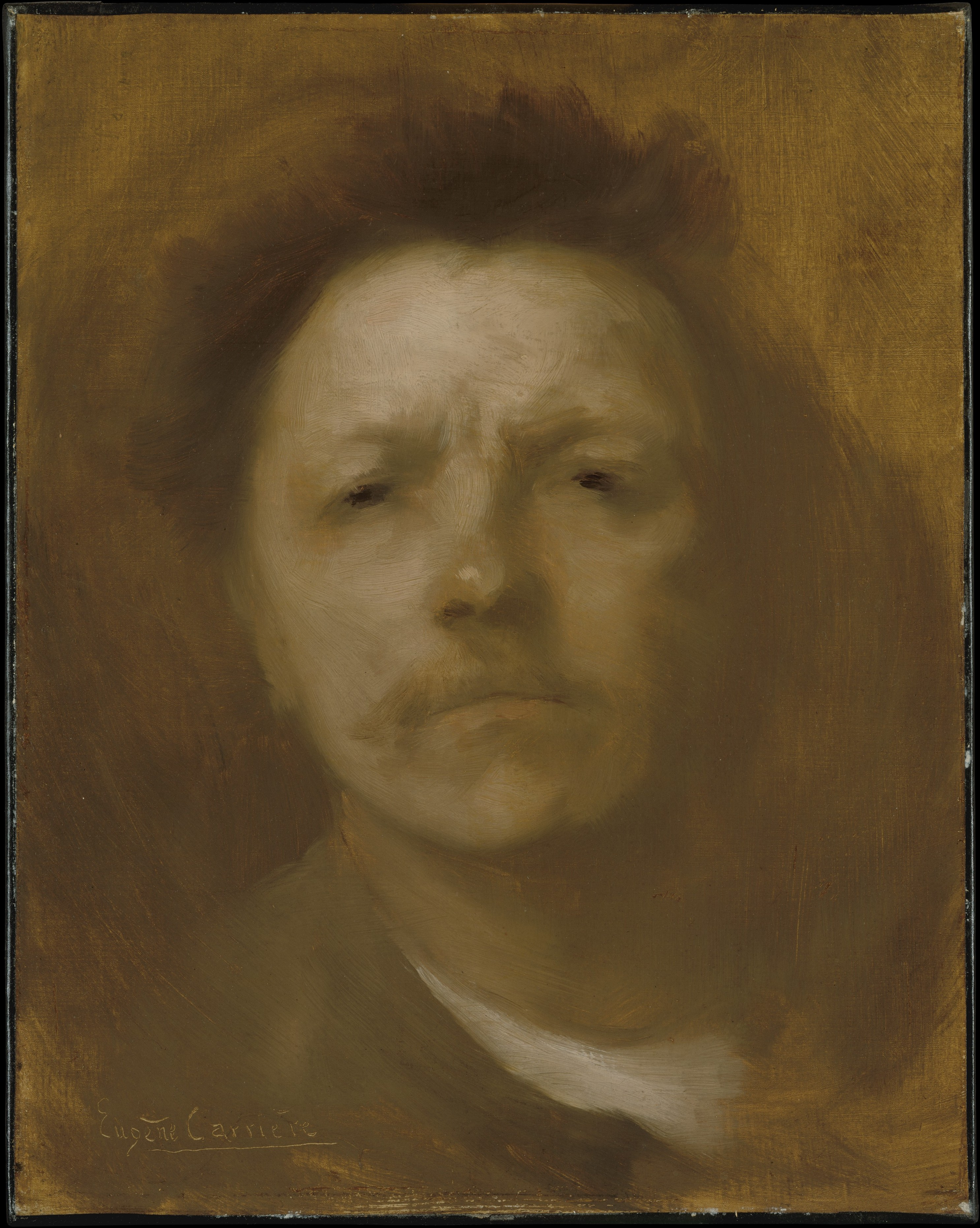
Eugène Carrière, Autoritratto, circa 1893, olio su tela, 41,2 x 32,7 cm. Metropolitan Museum of Art, New York, Stati Uniti

Eugène Carrière (Gournay-sur-Marne, 16 gennaio 1849 – Parigi, 27 marzo 1906) è stato un pittore francese, rappresentante del movimento simbolista francese in un'epoca di transizione dall’accademismo al modernismo.

## Biografia
Eugène Carrière nacque il 16 gennaio 1849 a Gournay sur Marne, attuale Seine Saint-Denis, da Leon Carrière e da Elisabeth Wetzel. Iniziò a lavorare a Strasburgo come litografo, poi si iscrisse alla Scuola di Belle Arti di Parigi dove, frequentando i musei e sotto la guida di Alexandre Cabanel, elaborò un suo modo personale di osservare la natura. Fin dalla prima giovinezza professò ideali di giustizia e libertà, aspirando a un mondo più solidale e tollerante come testimonia la sua litografia I diritti dell'uomo  oggi al Museo di Strasburgo.

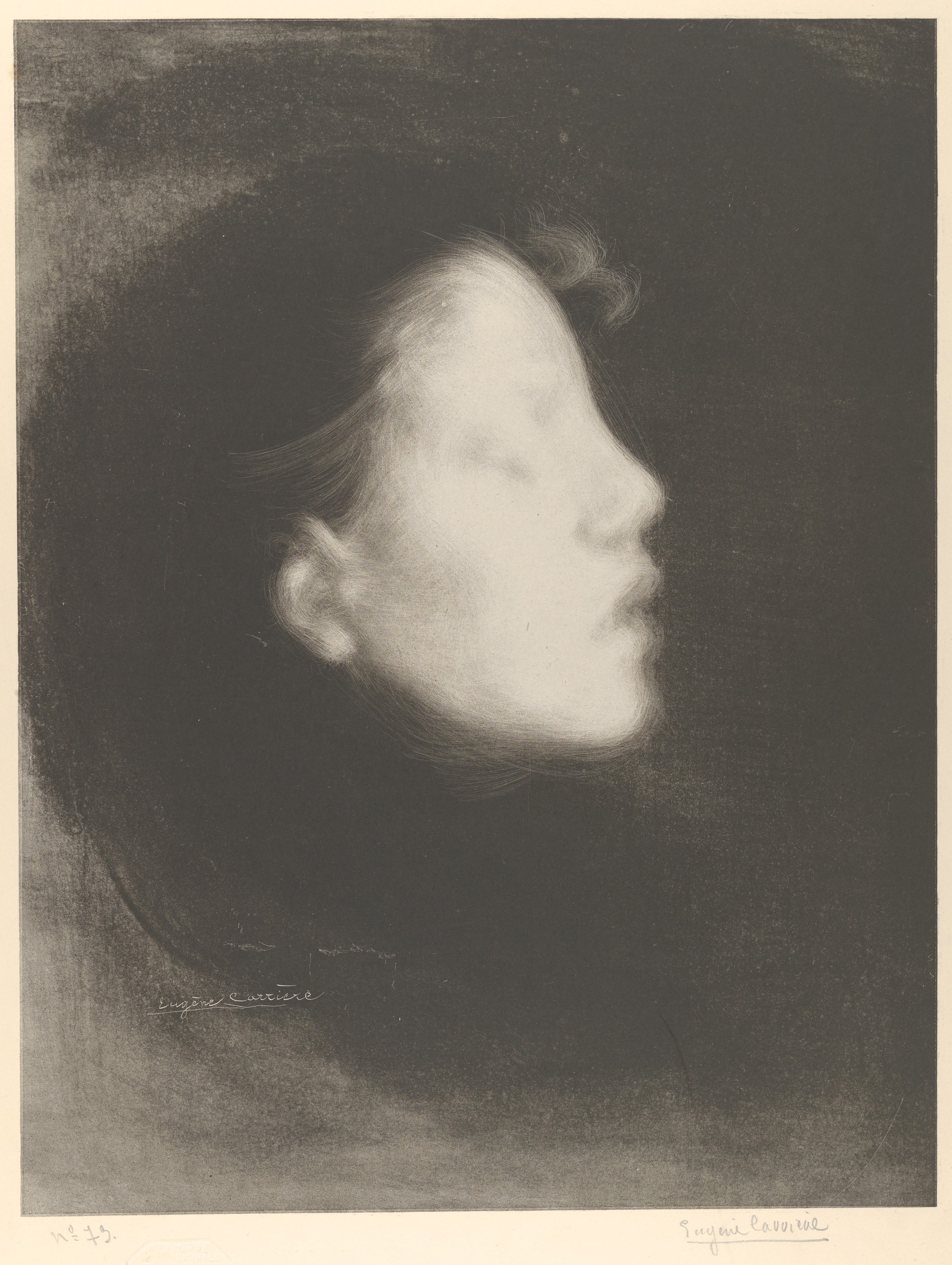
Eugène Carrière, Nelly Carrière, 1895, litografia, fondo a china e gessetto, graffito e sfumato, 646 x 495 mm. Metropolitan Museum of Art, New York, Stati Uniti

Durante la guerra franco-prussiana del 1870 fu prigioniero per qualche mese a Dresda dove ebbe occasione di conoscere la pittura di Rubens che lo impressionò moltissimo. Una traccia di questa esperienza visiva si trova nella partitura cromatica dei suoi primi lavori mentre a partire dal 1890 adotta il grigio con contrasti di luci e ombre così caratteristici del suo stile difficilmente imitabile.

Sposò Marié Sophie Desmouceaux da cui ebbe sette figli. Da allora i suoi temi preferiti diventarono gli interni domestici dove spesso il soggetto è sua moglie.
Appartengono a questa serie La giovane madre (1879), primo esposto al Salone, ora al Museo di Avignone, seguito da Il bambino malato (1885) (a Montargis), e La prima comunione (a Tolone), tutti ispirati ai grandi maestri olandesi del passato e che gli valsero l'appellativo, un po' ironico, di "pittore delle maternità".
Altra opera eccellente di questo periodo è il ritratto dello scultore Devillez.  Partecipa a diverse esposizioni, la sua prima personale è del 1891.
Recensito dalla critica, apprezzato dai collezionisti, viene accolto nell'ambiente letterario, artistico e politico della capitale dove ha l'occasione di dipingere penetranti ritratti di personaggi come, per citarne solo alcuni, Verlaine, Gauguin, Daudet, Clemenceau, Anatole France, Pablo Casals, Rodin.
Con Rodin, con cui condivide i principi estetici, si lega d'amicizia fin dal 1880 e per lui realizza la copertina del catalogo della sua esposizione del 1900 al Pavillon de l'Alma.
Arte di suggestione per eccellenza, quella di Eugène Carrière, il suo stile personalissimo si evolve sempre più verso un monocromatismo fatto di terra d'ocra che ispirerà anche il Picasso della prima maniera. Incompreso dal grande pubblico fu apprezzato da Gauguin e Denis.  Sempre fedele ai suoi ideali liberali e progressisti difese l'idea di un umanesimo che avesse come priorità la formazione culturale.
All'alba del nuovo secolo, tra accademismo e modernismo, divenne un artista di riferimento nell'ambito della pittura moderna di allora. Fu tra i leader del movimento "secessionista" che portò alla fondazione della Società Nazionale.
Nel 1899 insegnò all'Accademia Carrier frequentata da Matisse e Derain che lì trovarono una totale libertà di espressione che favorì la loro formazione, così come i fauves, che esposero al Salone d'autunno, per i quali tanto si batté Eugène Carrière e di cui divenne il primo presidente.